# شانون ويفرلي
شانون ويفرلي (بالإنجليزية: Shannon Waverly)‏ (1960، فول ريفر في الولايات المتحدة)؛ روائية أمريكية.